# Dythemis maya
Dythemis maya är en trollsländeart som beskrevs av Philip Powell Calvert 1906. Dythemis maya ingår i släktet Dythemis och familjen segeltrollsländor. Inga underarter finns listade i Catalogue of Life.